# Victor Lafay
Victor Lafay (Lyon, 17 januari 1996) is een Frans wielrenner die anno 2024 rijdt voor Decathlon-AG2R La Mondiale.

## Carrière
Als junior won Lafay in 2014 twee etappes en het eindklassement in de Ronde van Valromey, waar  Steff Cras en Jonathan Couanon hem vergezelden op het eindpodium.
Eind 2017 mocht Lafay, als Frans kampioen op de weg bij de beloften, stage lopen bij Cofidis, Solutions Crédits. Per 1 augustus 2018 werd hij prof bij die ploeg, nadat hij eerder dat jaar al een etappe had gewonnen in de Ronde van Savoie-Mont Blanc en tweede was geworden in de wegwedstrijd voor beloften tijdens de Europese kampioenschappen.
Op 2 juli 2023 beleefde Lafay het hoogtepunt uit zijn carrière door een etappe te winnen in de Ronde van Frankrijk. Bij zijn debuut won hij als enige Fransman een etappe. Hij haalde Parijs echter niet, aangezien hij in de voorlaatste etappe een lichte hersenschudding opliep bij een valpartij.

## Overwinningen
2014
2e en 3e etappe Ronde van Valromey
Eindklassement Ronde van Valromey
2017
 Frans kampioen op de weg, Beloften
2018
2e etappe Ronde van Savoie-Mont Blanc
2021
Jongerenklassement Ronde van Valencia
8e etappe Ronde van Italië
 Jongerenklassement Arctic Race of Norway
2022
3e etappe Arctic Race of Norway
2023
Classic Grand Besançon Doubs
2e etappe Ronde van Frankrijk

## Resultaten in voornaamste wedstrijden
| Jaar | Ronde van Italië | Ronde van Frankrijk | Ronde van Spanje |
| ---- | ---------------- | ------------------- | ---------------- |
| 2020 |                  |                     | 81e              |
| 2021 | opgave (1)       |                     |                  |
| 2022 |                  | opgave              |                  |
| 2023 |                  | opgave (1)          |                  |
| 2024 |                  |                     | 109e             |
| 2025 |                  |                     |                  |

| Jaar | Milaan-San Remo | Luik-Bast.‑Luik | Ronde van Lombardije | Waalse Pijl | Parijs-Tours |
| ---- | --------------- | --------------- | -------------------- | ----------- | ------------ |
| 2020 |                 | 112e            |                      | 64e         | 110e         |
| 2021 |                 |                 | opgave               | opgave      |              |
| 2022 |                 | opgave          |                      | 22e         |              |
| 2023 |                 | 32e             | opgave               | 6e          |              |
| 2024 |                 |                 |                      |             |              |
| 2025 | 34e             |                 |                      |             |              |

## Ploegen
- 2017 –  Cofidis, Solutions Crédits (stagiair vanaf 1-8)
- 2018 –  Cofidis, Solutions Crédits (vanaf 1-8)
- 2019 –  Cofidis, Solutions Crédits
- 2020 –  Cofidis
- 2021 –  Cofidis
- 2022 –  Cofidis
- 2023 –  Cofidis
- 2024 –  Decathlon AG2R La Mondiale
- 2025 –  Decathlon AG2R La Mondiale Team

Bagot · Bonnafond · N. Bouhanni · R. Bouhanni · Chetout · Claeys · Cousin · Edet · Godon · Hofstetter · Laporte · Le Turnier · Lemoine · Maté · Navarro · Perez · Rossetto · Sénéchal · Simon · Soupe · A. Turgis · J. Turgis · Van Genechten · Van Staeyen · Vanbilsen · Venturini · Barceló (stagiair) · Lafay (stagiair) · T. Turgis (stagiair)
Bonnafond · N. Bouhanni · R. Bouhanni · Chetout · Claeys · Edet · Godon · Jesús Herrada · José Herrada · Hofstetter · Lafay · Laporte · Le Turnier · Lemoine · Maté · Navarro · Perez · Rossetto · Simon · Soupe · Teklehaimanot · A. Turgis · J. Turgis · Van Lerberghe · Van Staeyen · Vanbilsen · Morin (stagiair) · Puppio (stagiair) · Skaarseth (stagiair)
Atapuma · Berhane · N. Bouhanni · R. Bouhanni · Chetout · Claeys · Edet · Fortin · Hansen · Jesús Herrada · José Herrada · Hofstetter · Lafay · Laporte · Le Turnier · Lemoine · Maté · Mathis · Morin · Perez · Périchon · Rossetto · Simon · Soupe · Touzé · Van Lerberghe · Vanbilsen · Waeytens · Finé (stagiair) · Leyder (stagiair) · Viviani (stagiair)
Allegaert · Barceló · Berhane · Claeys · Consonni · Edet · Finé · Haas · Hansen · Jesús Herrada · José Herrada · Lafay · Laporte · Le Turnier · Lemoine · Martin · Maté · Mathis · Morin · Perez · Périchon · Rossetto · Sabatini · Touzé · Vanbilsen · Vermote · A. Viviani · E. Viviani  · Prodhomme (stagiair) · Zanoncello (stagiair)
Allegaert · Barceló · Berhane · Bohli · Carvalho · Champion · Consonni · Drucker · Edet · Fernández · Finé · Geschke · Haas · Jesús Herrada · José Herrada · Lafay · Laporte · Martin · Morin · Perez · Périchon · Rochas · Sabatini · Sajnok · Vanbilsen · A. Viviani · E. Viviani · Wallays · Toumire (stagiair) · Zingle (stagiair) · Lebreton (stagiair)
Allegaert · Armée · Bidard · Bohli · Carvalho · Champion · Cimolai · Consonni · Coquard · Delettre · Fernández · Finé · Geschke · Jesús Herrada · José Herrada · Izagirre · Kreder · Lafay · Martin · Perez · Périchon · Renard · Rochas · Sajnok · Thomas · Toumire · Vanbilsen · Villella · Wallays · Walscheid · Zingle · Kolze Changizi (stagiair) · Lecamus-Lambert (stagiair) · Wood (stagiair)
Allegaert · Bidard · Carvalho · Champion · Cimolai · Consonni · Coquard · Delettre · Fernández · Finé · Geschke · Jesús Herrada · José Herrada · Izagirre · Kreder · Lafay · Lastra · Mariault · Martin · Noppe · Perez · Périchon · Renard · Rochas · Thomas · Toumire · Wallays · Walscheid · Wood · Zingle · Gudnitz (stagiair) · Knight (stagiair) · Larmet (stagiair)
Armirail · Baudin · Bennett · Berthet · Boasson Hagen · Bonnamour (tot 25/3) · Bouchard · Cosnefroy · De Bondt · De Pestel · Dewulf · Gall · Gautherat · Godon · Hänninen · Labrosse · Lafay ·  Lapeira · Naesen · O'Connor · A. Paret-Peintre · V. Paret-Peintre · Peters · Pollefliet · Prodhomme · Retailleau · Touzé · Tronchon · Vendrame · Warbasse